# 约翰·布拉莫尔
约翰·布拉莫尔（英語：John Bramall，1923年8月18日—2000年6月13日），英国音频工程师。他曾因电影雷恩的女儿提名奥斯卡最佳音响效果奖。

## 部分影视作品
- 雷恩的女儿（英语：Ryan's Daughter） (1970)